# ليلياوات
الليلياوات أو تحت فصيلة نوكتويني (الاسم العلمي: Noctuinae)، هي أسرة من الحشرات تتبع الفصيلة الليليات من رتبة حرشفيات الأجنحة.

## قبائل الليلياوات
- الزيليناوية
  - الزيلينينة
    - الأوبسيلية